# 石炭火力発電所

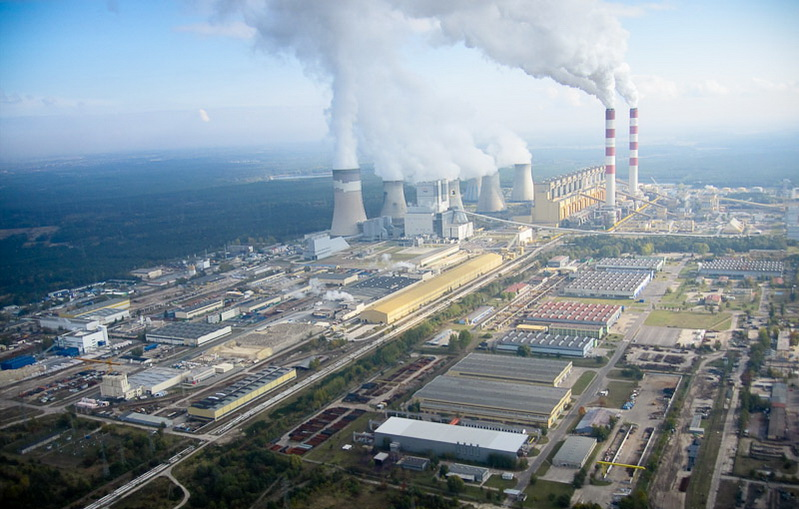
ポーランド、ベウハトゥフ発電所

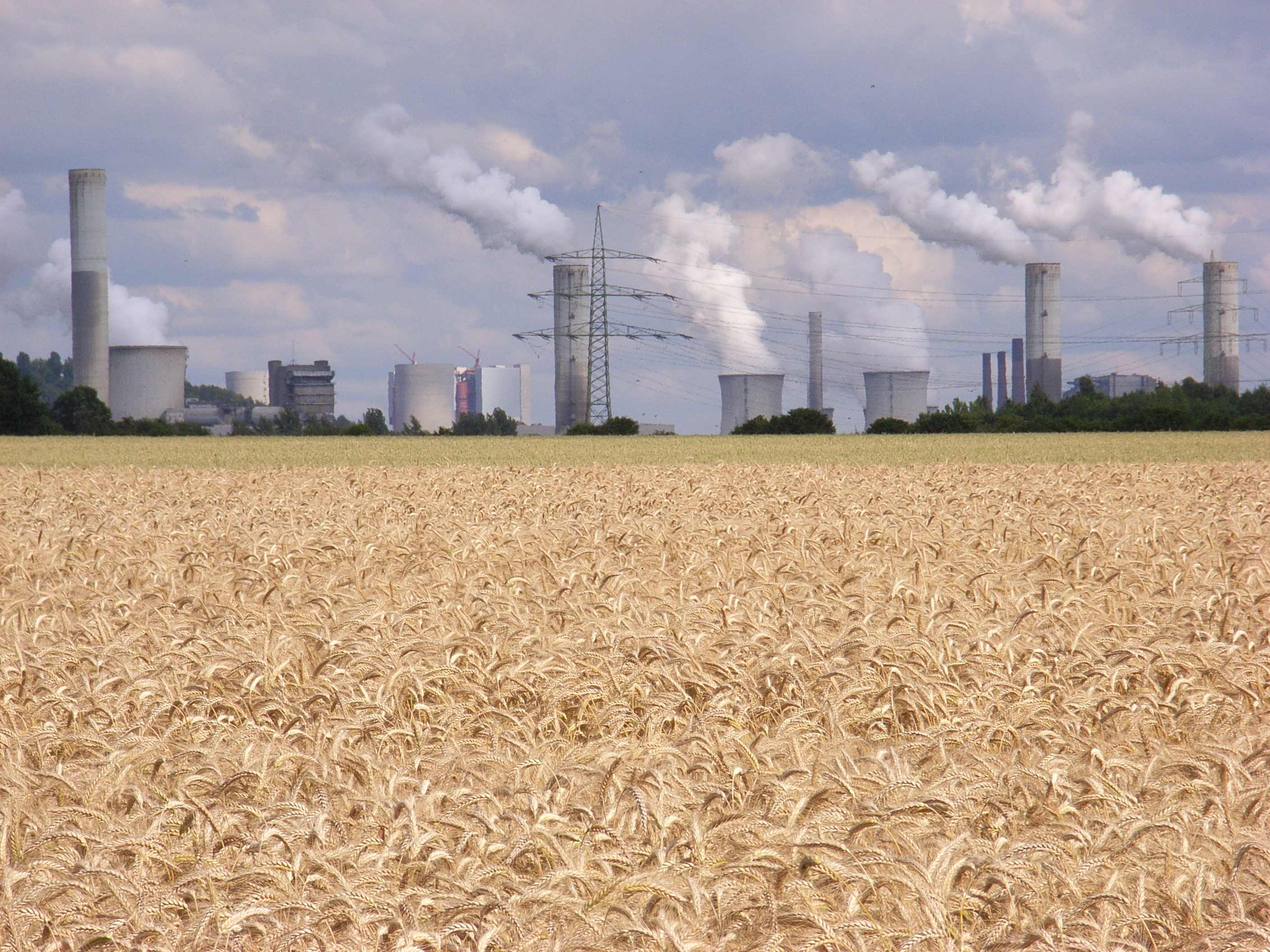
ドイツ・グレーヴェンブローホのフリマースドルフ発電所

石炭火力発電所の模式図

電力生産における石炭発電の割合

石炭火力発電所（せきたんかりょくはつでんしょ、英語: coal-fired power stationまたはcoal power plant）は、石炭や褐炭を燃料として発電する火力発電所である。世界中に約8,500の石炭火力発電所があり、合計で2,000ギガワットを超える容量がある。これらは世界の電力の約3分の1を発電しているが、主に大気汚染により、多くの病気や早期死亡を引き起こしている。
石炭火力発電所は、化石燃料を用いる汽力発電の一種である。通常、石炭は微粉炭に加工され、微粉炭焚きボイラーで燃焼させる。その熱で水を蒸気に変換し、それを使用して蒸気タービンで動力を発生させ、発電機を回転させる。したがって、石炭に蓄えられた化学エネルギーは、熱エネルギー、機械エネルギー、最後に電気エネルギーへと順番に変換される。
石炭火力発電所は、毎年10ギガトン以上の二酸化炭素を排出しており、世界の温室効果ガス排出量の約5分の1に相当する。世界の石炭火力発電所の半分以上が中国で稼働している。ヨーロッパとアメリカでの廃止が進むにつれて、2020年には石炭火力発電所の総数が減少し始めた。しかし、まだアジアでは建設が行われており、ほぼすべては中国で建設されている。石炭産業によって引き起こされる人々の健康と環境への影響のコストが発電コストに盛り込まれていないため、利益を上げ続けている発電所もあるが、新しい発電所が座礁資産になるリスクがある。国連事務総長は、OECD諸国は2030年までに、その他の国々は2040年までに石炭火力発電の段階的廃止をすべきであると述べている。

## 歴史

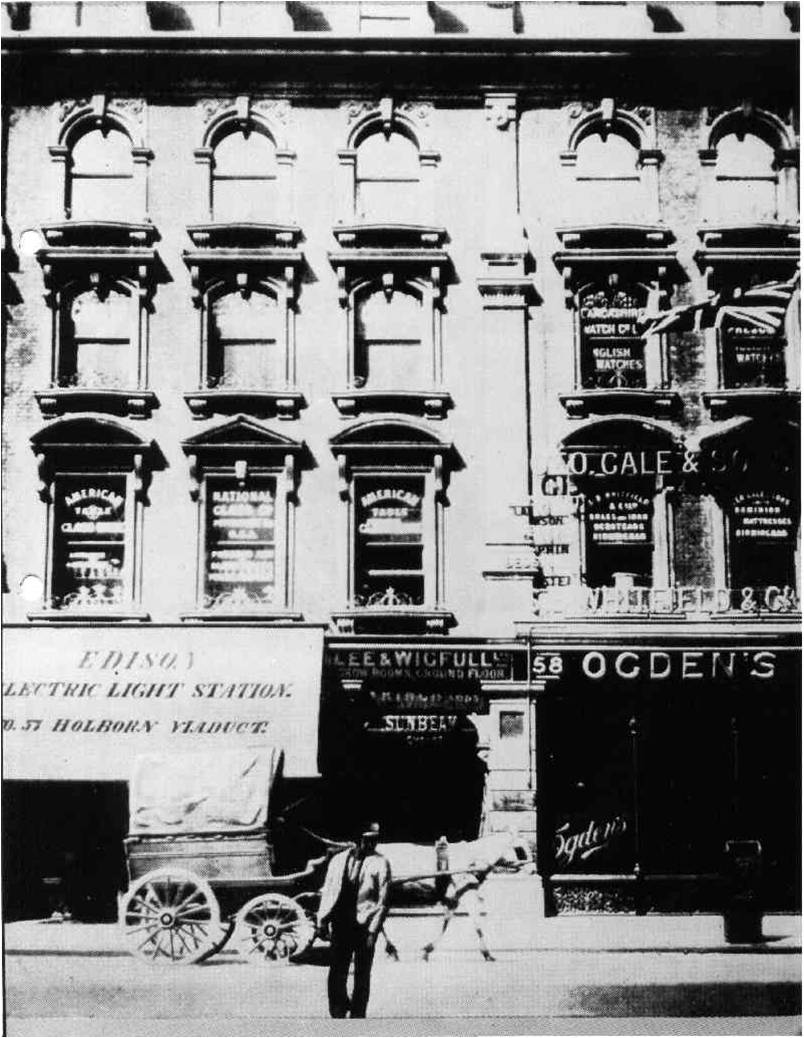
ロンドンのホルボーン高架橋発電所。世界最初の公共の蒸気駆動の石炭発電所であり、1882年に営業を開始した。

最初の石炭火力発電所は19世紀末に建設され、レシプロエンジンを使用して直流電力を発電した。20世紀の初めになると、蒸気タービンを用いて大規模な発電所が建設できるようになり、広範囲の地域に電力を提供するために交流電力が使われるようになった。